# なれずし

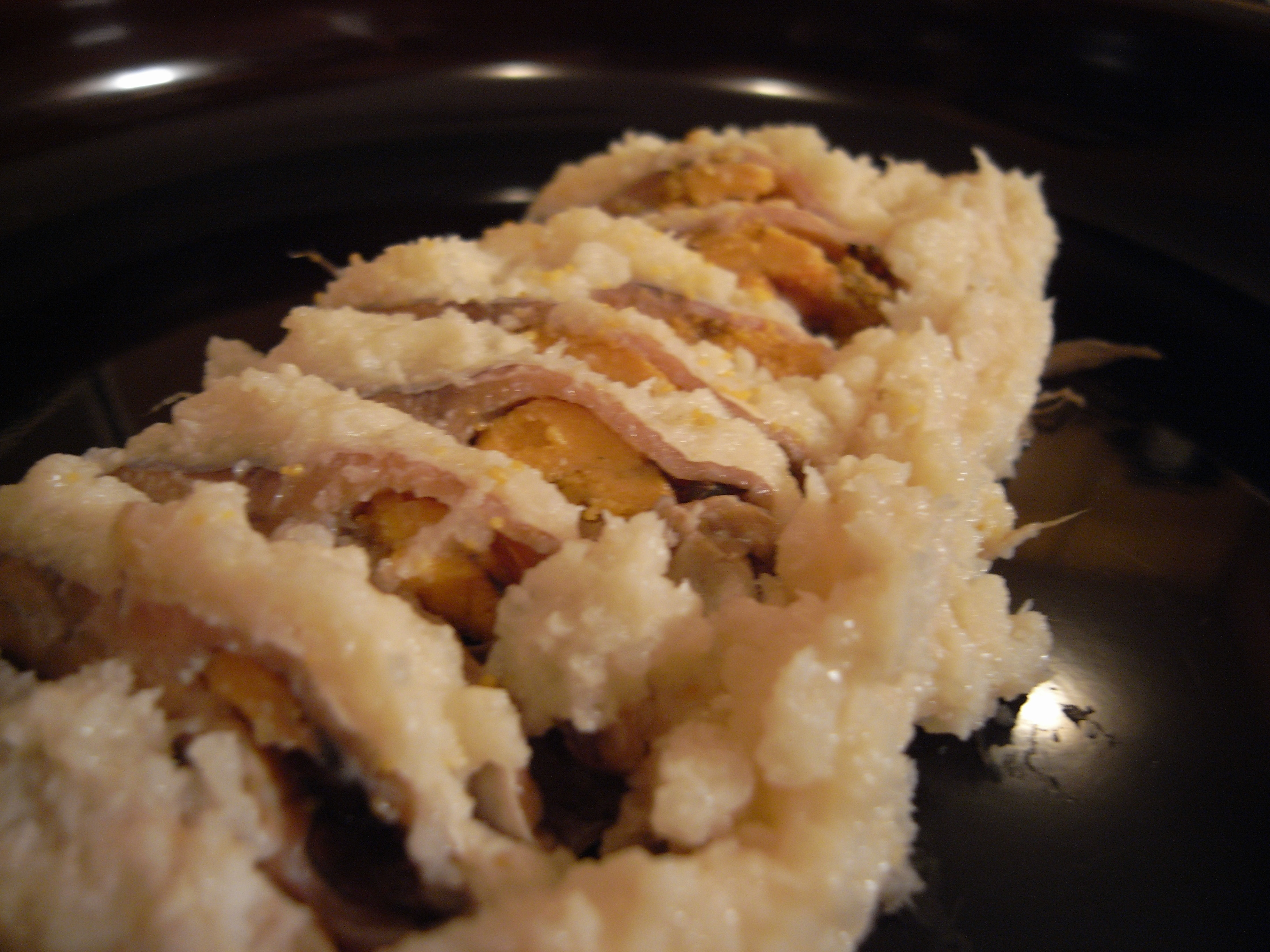
鮒寿司

なれずし（熟れ鮨（鮓）、馴れ鮨（鮓））は、主に魚を塩とデンプン（代表的には米飯）で乳酸発酵させた食品で、早ずし（江戸前寿司）の歴史的な源流に当たる。なれずしは長期間の乳酸発酵により酸味を生じさせるが、江戸時代以降に主流となった寿司は酢飯を使い手早く調理が完了する。なれずしは数百年以上にわたって製法が受け継がれ日本各地で作られている。江戸時代に考案されて以降、手軽さから広く普及したにぎり寿司を中心とした早ずし（江戸前寿司）とは、歴史的な繋がりがある以外はまったく違う食品である。

## 概要
冷蔵庫などなかった古代に動物性タンパク質を保存するための知恵として生まれた。魚介や獣肉、野菜や山菜を飯に漬け、重石をして数日から数か月、あるいは数年間も乳酸発酵させる。雑菌の繁殖を抑えると同時に発酵を促すため、日本酒が加えられることもある。乳酸発酵作用によって酸っぱくなり、pHの低下により雑菌の繁殖を抑えつつタンパク質の分解に伴うアミノ酸系エキス成分により、うま味が増加する。米飯に漬け込むことによりpHが低下する影響で、ボツリヌス菌の胞子の発芽・増殖が抑制されるもののようである。
しかし、嫌気性発酵を行うため、ボツリヌス菌による食中毒が報告されることがある。

### 発酵食品の中での位置づけ
魚肉を発酵作用によって自己分解させアミノ酸をうま味成分として利用するという点において魚醤や塩辛とも共通するが、デンプンを利用せず自己分解でアミノ酸を得るものは魚醤または塩辛という

### 分類（現在のなれずしにおいて）
現代日本で作られるなれずしは、大きな分類として、いずしと（狭義の）なれずしに分類される。
農山漁村文化協会による分類によると、発酵に米飯のみを用いるものがなれずし（姿ずし）、米とこうじを用いるものが“いずし”である。
米飯のみを用いて発酵させ、乳酸などの有機酸の風味が豊富な「なれずし系」と、寒冷地で考案された製法で麹を添加することにより、発酵を促しつつ糖化により甘みが付加される「飯寿司（いずし）系」に分類する見解もある。なれずし系には琵琶湖周辺の鮒寿司、和歌山県、富山県のサバのなれずし、岐阜県、兵庫県のアユのなれずしなどがあり、いずし系には秋田県のハタハタ寿司、北海道のサケのいずし、石川県のかぶら寿司、岐阜県のねずしなどがある。
いっぽう、篠田は、現代の滋賀県のふなずし（およびその周辺のいくつかの類似のなれずし）について、いくつかの点が他地域のなれずしに無い特徴を有することから、これらを他地域のすしから区別しうるものと考えた。具体的には
- 第一に、延喜式に近江のなれずしがみえることから、古くから作られていたことが明らかであること。
- 第二に、材料の構成が、米、塩、魚のみと単純であること。
- 第三に、熟成期間が非常に長いこと。
- 第四に、賞味期間が長く常備性があること。
- 第五に、飯は食べる主体でないこと。

以上のことに基づき、篠田は滋賀県のふなずしを他地域のものと区分し「ホンナレ」と呼んだ。一方で、それ以外の地域のなれずしは、熟成期間が短い、漬け終わった後の賞味期限が短い、漬け床の米飯も食べるといった特徴から「ナマナレ」に区分した。それらとは別に、麹を用いるものについては「いずし」に分類した。

## 日本のなれずし
なれずしはタイの北部から中国雲南省にかけての地域に起源を持ち、弥生時代に稲作が中国から伝わったのと同じルートでもたらされたものとされている。平安時代中期に制定された延喜式には、西日本各地の調としてさまざまななれずしが記載されている。アユやフナ、アワビなどが多いが、イノシシ、シカといった獣肉のものも記述されている。従来の見解では、室町時代に発酵期間を数日に短縮し、「漬け床」の飯も食する「生成（ナマナレ）」が始まり、江戸時代になると酢が出回るようになり、発酵によらずに酢飯を使用した寿司が作られ、それが主流となるとされていた。
戦国、織豊時代以降には、新たにドジョウやナマズ、ウナギなど魚の種類が増加し、ナスやミョウガ、それにタケノコなどの野菜類を材料としたものが現れる。
日本各地にはなれずしが郷土料理として残っている。日本海側各地には、アジやニシンなどを使ったなれずしが多い。
- 滋賀県の鮒寿司、アユやハスやオイカワなど
- 和歌山県南部のサンマ、和歌山県北部のサバ
- 福井県小浜市のへしこ、勝山市の塩サバ
- 岐阜県のアユ

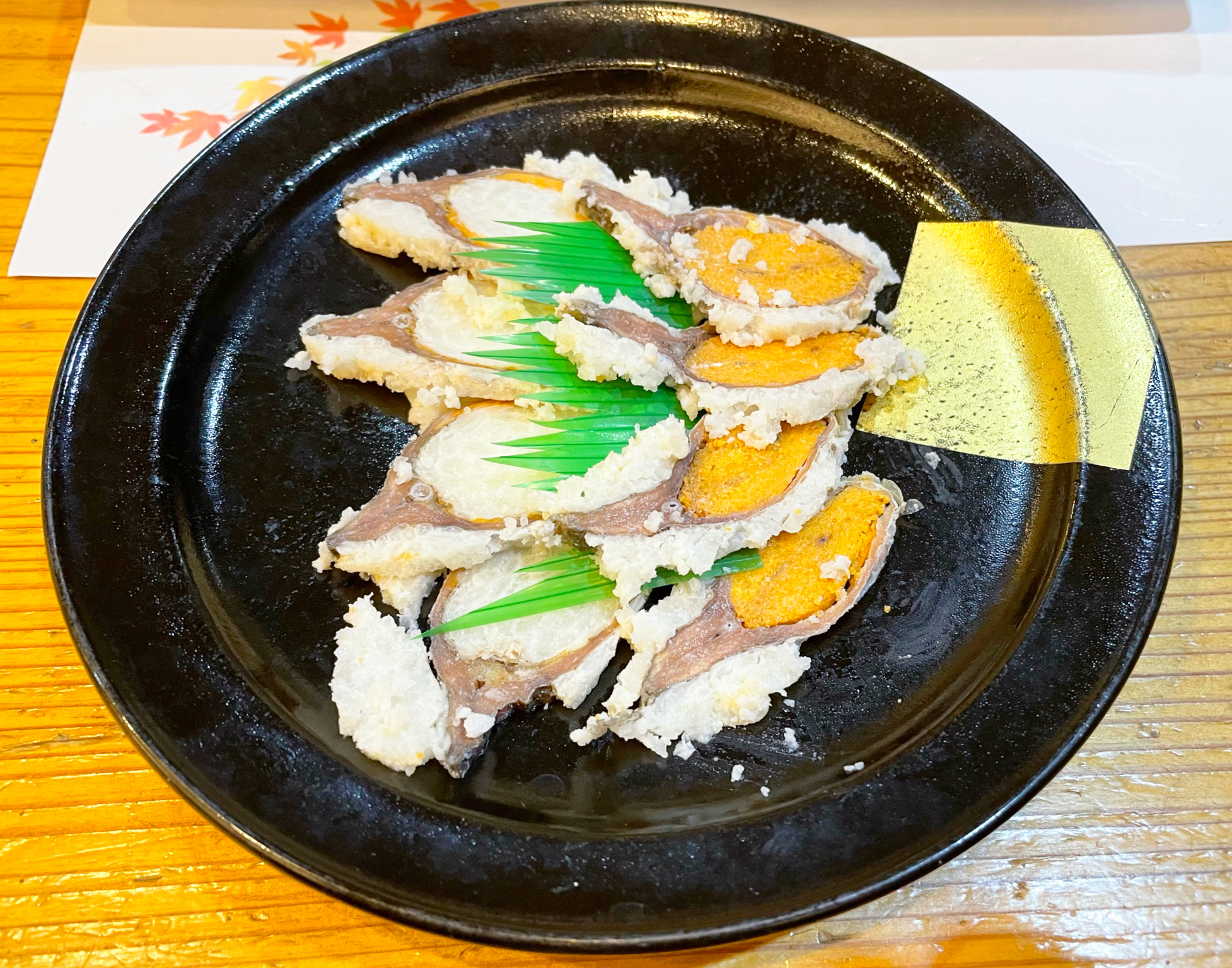
滋賀県の鮒寿司

- 栃木県宇都宮市今里町の「アユのくされずし」（生なれずし）[16]
- 千葉県のイワシ（くさりずし参照）

以上のもののほか、米麹を併用するものとして以下のものがある。
- 石川県・富山県の冬の寒さを利用して徐々に熟成させる、かぶらとブリを使ったかぶら寿司
- 東北地方のイワナ、ウグイなど[17]
- 北海道・東北の飯寿司
- 秋田県のハタハタ寿司
- 岐阜県のねずし
- 秋田県のアケビとヤマブドウ

## ふなずし史の再考
篠田統は、戦後日本の各地方のふなずしについて調査し「すしの本」に情報をまとめた。その中で、篠田は戦後日本の滋賀県のふなずしについて次のように述べた：
1. 現在の滋賀県のふなずしは古代の製法を伝えるものである。つまり、古代のふなずしは（現在の滋賀県のふなずしと同様に）長期の塩漬け・米漬けで調製されていた。
2. 室町時代に漬け込み期間の短縮が起こった。
3. 漬け込み期間の短縮は、漬け床の米飯を捨てるのを惜しんで、飯を食べるように調製することが目的だった。
4. ホンナレと生熟れの境界は、漬け床の飯を捨てるか食べるかの違いである。

篠田の推定に対し1993年頃から疑義が唱えられ、再検証が進められてきた。
現在の滋賀県のふなずしは古代の製法か？
日比野は、現代の滋賀県のふなずしの製法は元禄以降に改変されたものらしいと示唆し、現代のものが古代の製法を伝えているというのは誤りだとした。
また、現在の滋賀県のふなずしは卵を味わうという目的のために進化したものだと推定した。
室町時代に短縮が起こったか？
日比野は、ナマナレから箱鮨や簾で巻く巻きずしを経て早ずしへ至る全体の流れを考えるに漬け込み期間の短縮が起こったと考えてよいと主張した。
櫻井は室町以前の奈良・平安時代に飯漬け期間が室町時代より長かったことを示す明確な史料は確認できないことを指摘し、室町時代に漬け時間の短縮が起こったと考えるのは誤りだと主張した。
加えて、「ナマナレ」とは調製する時点で漬け込み期間を短くするよう調製したものを言うのではなく、漬けこみ途中のものをあるいは取り出しあるいは樽に残すという運用の違いを指した用語であると主張した。
櫻井は、奈良・平安時代に漬け床の米飯を捨てていたことを示す明確な史料は確認できないことを指摘し、飯を捨てることを惜しんだために変化が起こったとするのは誤りだと主張した。
日比野は、『類聚雑要抄』の中の「保元二年十二月内大臣殿廂大饗宴」に描かれた丸のままの鮎鮓の絵図には米粒が描かれていないことを指摘し、古代のプロトタイプの鮓においては漬け床の飯は捨てており、時代が下ると捨てないように変化したと推定している

## 東アジアのなれずし
魚肉の貯蔵形態としてのなれずし（鮓）は東南アジアや中国南部に点々と見られる。中国では鮓（サ）、台湾の高砂族ではトマメ、トワメ、カンボジアではファーク (phaak)、タイではプラーハー、プラーラー、プラーソム、ボルネオのイバン族ではカサム (kassam)、陸ダヤク族ではトバ (tobah) と呼ばれる。この他にもラオスやフィリピン・ルソン島の一部、中国南部の苗族などのものが知られている。中国では河南の非漢人文化に発し、徐々に華北地方にも広がり南宋時代に大流行したが、元朝時代に急激に衰え、明朝、清朝にかけて消滅していき、中国南部の少数民族の中にだけ残ったとされる。元の支配層が魚に興味を示さなかったことに加え、米や酒などの乳酸発酵原料が不足していたため、鮓が膾や塩辛に近いものに変化していき、そちらに吸収されていったためと考えられる。明代の記録には、広西省の蛮族が飯を手で丸めたものに魚酢を乗せて食べるのをご馳走とした、という記録がある。
そのままで食べる場合もあるが、むしろ料理の材料として、スープ（独特の酸味が出る）や炒め物の具などに用いられる。中国においての作り方では、漬け込みに際して酒を入れ、そこに含まれる酢酸の風味を利用するほか、発酵をうながす麹や香辛料を混ぜるのが特色である。また朝鮮では発酵促進に麦芽を使用する特徴をもち、18世紀以降には辛みを添え、彩りともなるトウガラシを利用するようになった。その他、米や魚介類以外に野菜を用いたすしを作るのも朝鮮の特色であり、わが国の日本海側の各地にも、野菜を用いたいずしの形で影響を及ぼしているとみられる。中国広西チワン族自治区や貴州省などのトン族は中国語で「侗郷腌魚」などと呼ばれる草魚などのなれずしを食べる場合がある。

## 備考
- なれずしは魚に限った料理ではなく、中国南部やラオスではブタ肉を用いたなれずしがある他、地域によってはネズミ肉なども用いられている[25]。

## 参考資料
- 中澤佳子「郷土料理の地理学的研究 : かぶらずし・大根ずしを例として」『お茶の水地理』第25巻、お茶の水地理学会、1984年5月、45-50頁、ISSN 0288-8726、NAID 120000852074。
- 櫻井信也「室町時代から織豊時代の鮨(鮓)」『栗東歴史民俗博物館紀要』第19号、栗東歴史民俗博物館、2013年、21-32頁。
- 日比野光敏「「ふなずし」の特殊性と日本の「ナレズシ」」『再考 ふなずしの歴史』サンライズ出版、2016年。ISBN 978-4883255948。